# Galatasaray TV
Galatasaray TV è un'emittente televisiva turca dedicata alla polisportiva Galatasaray SK.

## Conduttori e corrispondenti
- Burcu Baber
- Can Erbesler
- Melisa Çizmeci
- Veli Yiğit
- Kaan Karacan
- Ceren Aytemiz
- Cansu Şimşek
- Nazlı Öztürk
- Serem Tan
- Abdullah Şanlı
- Kerem Canbulat
- Can Karadeniz
- Murat Türker
- Tuna Bayık
- Elif Kartal
- Murat Borlu
- Başak Koç
- Sertaç Karakuş

## Programmi

### Principali
- le partite della polisportiva Galatasaray SK in differita
- interviste ai giocatori e allo staff tecnico
- documentari sulla storia del Galatasaray
- la diretta delle gare amichevoli
- la diretta delle partite della squadra riserve
- Highlights delle partite (calcio, basket, volley)

### Altri programmi[1]
- Başkan'ın Ajandası
- Big Chief Tomas
- Gerçekleri Tarih Yazar
- Aslan Yolu
- Sarı mı Kırmızı mı
- Galatasaray'da Store Saati
- 5. Periyot -Basket
- 24 Saniye - Basket
- Filenin Yıldızları - Volley
- Avrupa'dan Futbol - Calcio
- Fotoğrafların Dünyası
- Ünlüler Geçidi - Magazine
- Onların Dünyası - Magazine
- Yorum Farkı
- Muhabir Kulisi
- Mekteb-i Sultani
- Günaydın Cimbom
- Ana Haber - News
- İyi Geceler Cimbom - attualità
- Parçalı Sevda - tifosi
- Serem'in Günlüğü
- On Numara
- Aslan Yuvası - giovanili
- Merak Edilenler
- Spor Kafe - Magazine